# Собченко Олег Андрійович
Оле́г Андрі́йович Собченко (нар. 4 грудня 1973, Корсунь-Шевченківський — пом.24 січня 2023) — український громадський діяч, військовик. Активіст Євромайдану. Учасник російсько-української війни з 2014, герой оборони Києва в березні 2022.

## Життєпис до 2022
Народився 4 грудня 1973 року в Корсуні-Шевченківському Черкаської області, закінчив там школу й надалі проживав. Був підприємцем.
Олег Собченко був активним членом фонду Героїка, що сприяв увічненню пам'яті борців за державність України. Як тесляр і каменяр Олег Собченко впродовж багатьох років безкорисливо працював над відновленням памятників. Згідно зі спогадами речника Генштабу ЗСУ Андрія Ковальова саме Собченко реалізовував всі масштабні проєкти «Героїки» своїми руками.
Олег Собченко був учасником багатьох патріотичних вуличних акцій, зокрема Мовного Майдану. З початком Революції гідності став її активістом, був сотником Самооборони Майдану. Під час протистояння з «Беркутом» у Черкасах зазнав чисельнних забоїв. 20 лютого 2019 за заслуги під час Революції Гідності Олег Собченко отримав орден «За мужність» III ступеня З початком 2014 Російсько-української війни воював до 2016 у складі одного з підрозділів батальйону «Азов», який з жовтня 2014 став полком «Азов». Після повернення після служби в «Азові» до Корсуня-Шевченківського боровся, щоб врятувати річку Рось від забруднення і обміління. == Участь у війні з Росією у 2022—2023 роках == З початком повномасштабного вторгнення у лютому 2022 долучився до 72 омбр ім. Чорних Запорожців оператором-аеророзвідником. На початку березня 2022 року брав участь в битві за Київ: боях у районі Лютіж — Демидів — Козаровичі, в тому числі — за греблю в Козаровичах та за село Мощун. 3 травня 2022 року за особисту мужність і самовіддані дії, виявлені у захисті державного суверенітету та територіальної цілісності України, вірність військовій присязі Олег Собченко отримав орден «За мужність» II ступеня
Загинув 24 січня 2023 року від завданих поранень внаслідок російського артилерійського обстрілу в м. Вугледар на Донеччині. Похований у м. Корсунь-Шевченківський на Черкащині.

## Вшанування пам'яті
У місті Корсунь-Шевченківський перейменували вулицю 4-ту Гвардійську іменем Олега Собченка.

## Нагороди
- Орден «За мужність» I ступеня (16 серпня 2023, посмертно) — за особисту мужність, виявлену у захисті державного суверенітету та територіальної цілісності України, самовіддане виконання військового обов'язку[8]
- Орден «За мужність» II ступеня (3 травня 2022) — за особисту мужність і самовіддані дії, виявлені у захисті державного суверенітету та територіальної цілісності України, вірність військовій присязі[9]
- Орден «За мужність» IIІ ступеня (20 лютого 2019) — за громадянську мужність, самовіддане відстоювання конституційних засад демократії, прав і свобод людини, виявлені під час Революції Гідності, плідну громадську та волонтерську діяльність[10]
- Нагрудний знак «Учасник АТО»
- Медаль «За жертовність і любов до України» Української православної церкви Київського патріархату